# Succisella inflexa
Succisella inflexa là một loài thực vật có hoa trong họ Kim ngân. Loài này được (Kluk) Beck miêu tả khoa học đầu tiên năm 1893.

## Hình ảnh

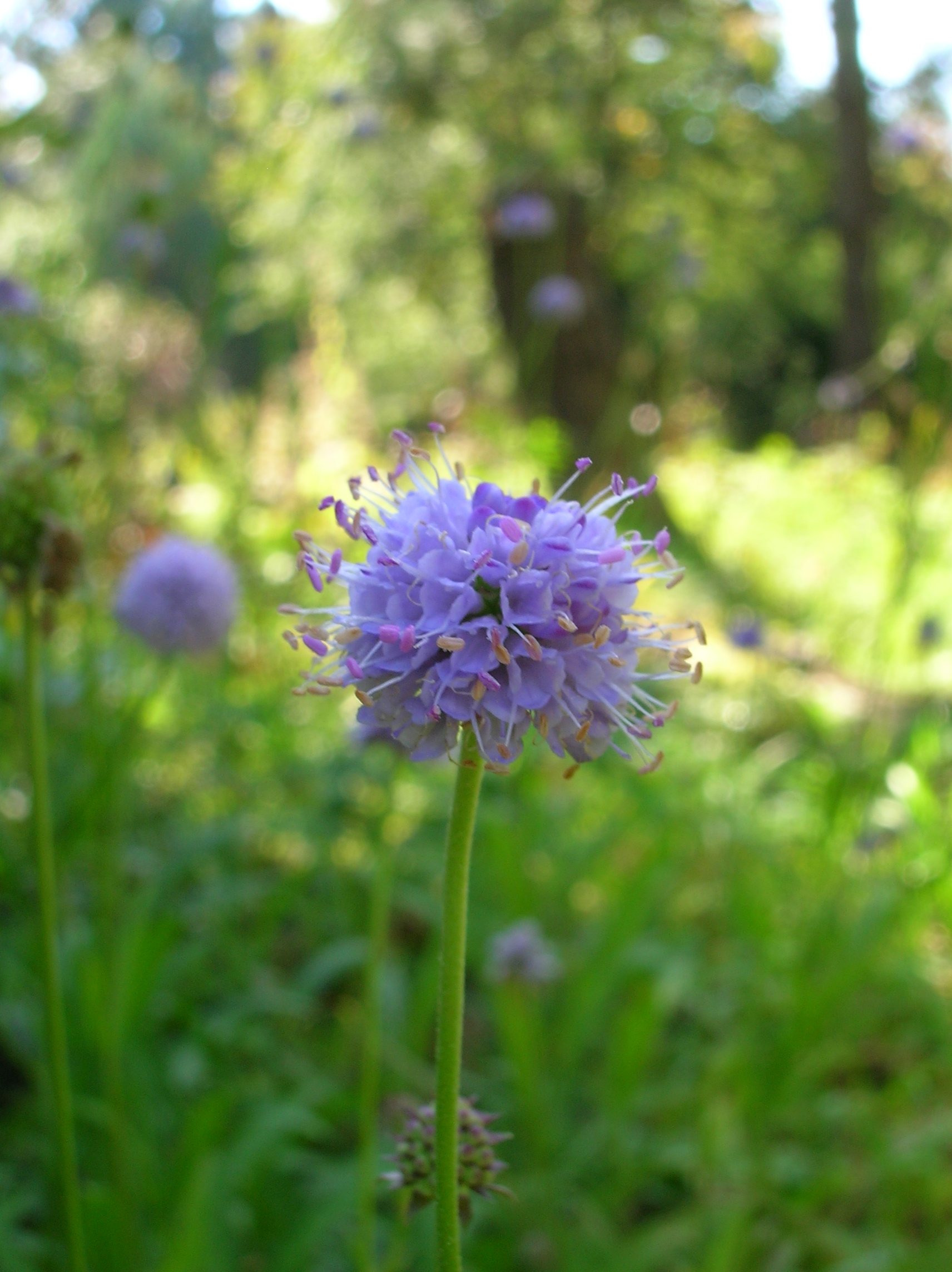
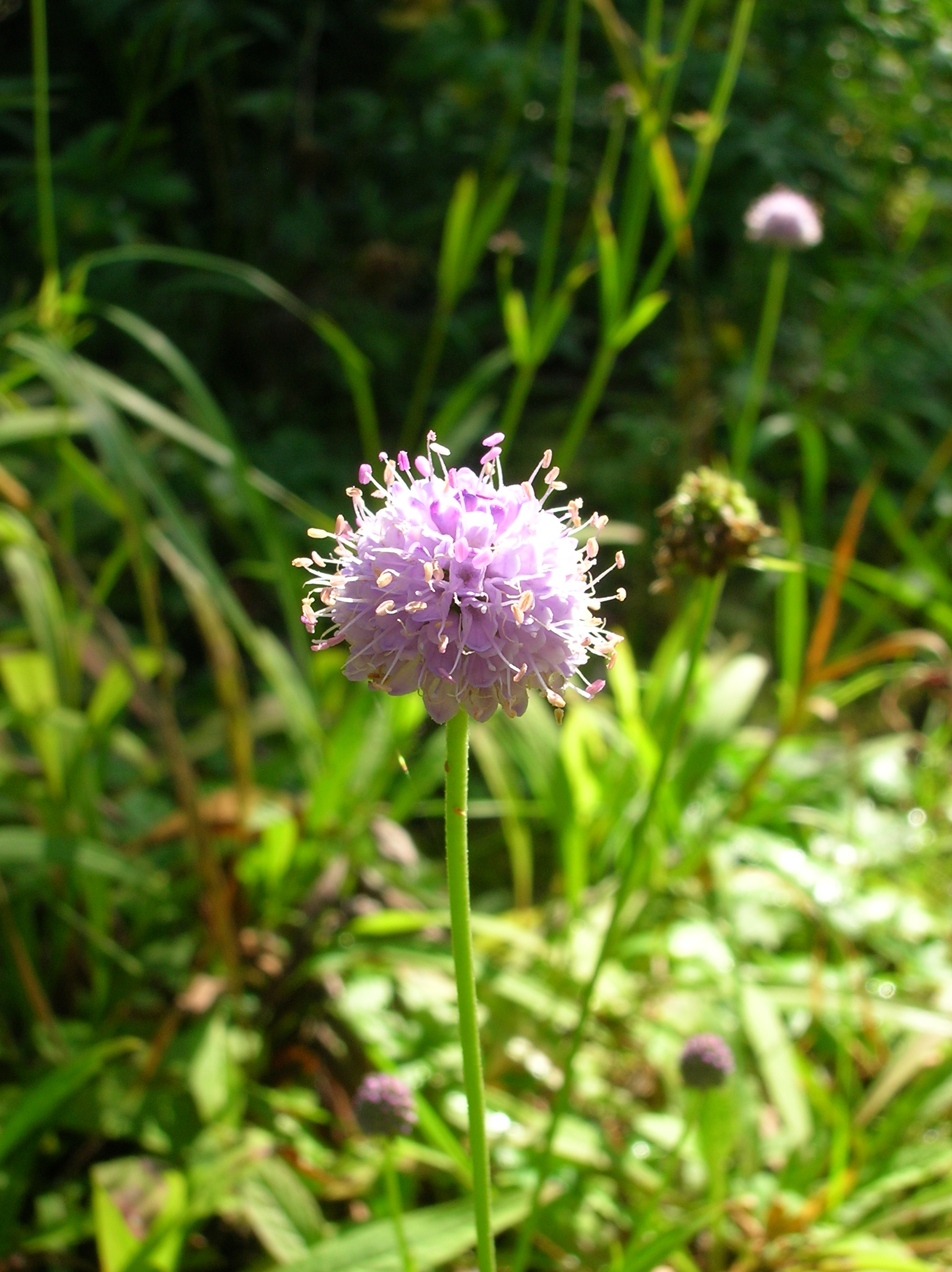